# Bataille de Ménaka (novembre 2012)
Pour les articles homonymes, voir Bataille de Ménaka.
Guerre du Mali
Batailles
La seconde bataille de Ménaka se déroule lors de la guerre du Mali. La ville de Ménaka est prise par les forces islamistes du MUJAO et d'AQMI.

## Prélude
À la suite de sa victoire contre le MNLA à la bataille d'Idelimane, le MUJAO poursuit sa poussée et attaque la ville de Ménaka.
L'armée malienne n'est plus présente à Ménaka mais la ville reste défendue par une milice de 60 à 70 touaregs de la tribu des Ouliméden.
Dans ses communiqués, le MNLA affirme que la ville est défendue par ses troupes, de même le MUJAO estime avoir combattu le MNLA à Menaka. Selon Bajan Ag Hamatou, les défenseurs sont de jeunes touaregs de la garde nationale. Contacté par RFI, il indique que les défenseurs de Menaka sont des habitants de la ville, qui étaient « associés au MNLA ces derniers temps ».
Face à l'inégalité des forces, les miliciens touaregs décident cependant d'appeler en renfort les combattants du MNLA qui disposent de 60 véhicules dans les environs. Contactés, ces derniers promettent leur aide.
Les miliciens installent leur ligne de défense sur une grande dune, devant l’entrée de la ville, près du Camp des gardes.

## Déroulement
Le 19 novembre, vers 7 ou 8 heures du matin, le MUJAO attaque Ménaka. Les assaillants ont l'avantage du nombre, ils sont estimés à plus de 300, selon Bajan Ag Hamatou. Les jihadistes attaquent avec une première colonne de 26 véhicules, les miliciens ouvrent le feu et détruisent trois pick-up. Puis une deuxième colonne islamiste forte de 15 véhicules arrive en renfort. Les djihadistes ouvrent alors le feu sur la dune avec des armes lourdes : mortiers, lance-roquettes et mitrailleuse lourde. Vaincu à la bataille d'Idelimane, le gros des forces du MNLA n'intervient pas lors du combat ; contacté, leur chef d'état-major avoue que ses forces sont en déroute et déclare : « Ils sont trop puissants pour nous ». Les combats se poursuivent toute la journée, jusqu'à dix heures du soir, une partie importante de la population prend la fuite.
Quelques heures après le commandant islamiste Oumar Ould Hamaha affirme que la ville est prise ; il déclare : « Très tôt ce matin, nos éléments ont quadrillé la quasi-totalité de Ménaka et jusqu'à présent, nos éléments ont réussi à pénétrer et à prendre en tenaille la ville. Actuellement, elle est entre les mains des jihadistes. On a attaqué Ménaka parce qu'on veut en finir une bonne fois pour toutes avec le MNLA. Pas plus, pas moins. »,,.

## Pertes
Le 19 novembre, selon le journal Toumast-Press, favorable au MNLA, le bilan des combats à la mi-journée est de 2 tués et 3 blessés pour les indépendantistes contre environ 15 morts pour les jihadistes et une cinquantaine de victimes à  l’hôpital de Gao.
Le 21 novembre, dans son communiqué officiel, publié par Moussa Ag Assarid, le MNLA affirme que le bilan des combats à Ménaka est de 6 morts et 6 blessés pour ses troupes contre 36 morts pour les forces du MUJAO et d'AQMI. Un membre du MUJAO déclare également : « Après plusieurs jours de combat, le MUJAO, appuyé par des éléments d'Al-Qaïda au Maghreb islamique, a chassé le MNLA de Ménaka. Et nous avons pu compter sur le champ les corps d’environ 70 combattants du MNLA ». Le commandant jihadiste Omar Ould Hamaha affirme de son côté ne pas connaître « le nombre exact de morts dans les rangs du MNLA » mais il ajoute : « nos éléments en ont compté plus de cent. Nous avons beaucoup de prisonniers avec nous aussi. Ils seront tous soumis à la charia. » Selon des sources de Human Rights Watch à Gao, le MUJAO a fait 6 à 15 prisonniers à Ménaka.
Quelques jours après le combat, le député Bajan Ag Hamatou affirme que le bilan définitif du combat du côté des défenseurs est de 12 morts, 33 blessés et 15 prisonniers sur les 70 hommes engagés. Parmi les tués figure Alwadihat, président du conseil du Cercle de Ménaka.
Début décembre 2012, des centaines de combattants de la tribu des Ouliméden, furieux d'avoir été abandonnés par le MNLA à Ménaka, décident de rallier Ansar Dine.